# The Little Things
The Little Things è il terzo singolo della cantante statunitense Colbie Caillat ad essere stato estratto dal suo album di debutto Coco. La canzone è scritta da Colbie Caillat e Jason Reeves. È stata pubblicata anche una versione in francese del singolo intitolata Ces petit rien.
Per questo singolo sono state prodotte due versioni differenti del video musicali. Nella versione europea, è caratterizzato dall'amore e l'interesse di Colbie Caillat verso un uomo, interpretato da Troy Dudley, lo stesso che appare in tutti i suoi video. È stato prodotto per il mercato europeo ed è stato girato a San Francisco. È inoltre completamente separato dalla storia degli altri video. La versione statunitense è stata invece girata alle Hawaii. Anche qui appare Troy Dudley.

## Tracce
CD singolo (Stati Uniti)
1. The Little Things (modifica radiofonica) – 3:35
2. Magic (suonata col pianoforte) – 3:20

CD singolo (Danimarca)
1. The Little Things - 3:46
2. Circles - 3:54

## Classifiche
| Classifica (2008) | Posizione massima |
| ----------------- | ----------------- |
| Austria           | 60                |
| Germania          | 51                |
| Paesi Bassi       | 23                |
| Slovacchia        | 24                |